# Vassilkiv
Vassilkiv (en ucraïnès: Васильків, pronunciat [wɐsɪlʲˈk⁽ʲ⁾iu̯]; ídix: וואַסלקעוו) és una ciutat situada al riu Stuhna al raion d'Obukhiv, óblast de Kíiv al centre d'Ucraïna. Acull l'administració de la hromada urbana de Vassilkiv, una de les hromadas d'Ucraïna. Vassilkiv, un assentament amb una història de més de 1.000 anys, es va incorporar com a ciutat el 1796. La ciutat ha acollit la base aèria de Vassilkiv des de la Guerra Freda. Actualment és un centre industrial que produeix electrodomèstics i marroquineria. Població: 37.068 (2022).

## Història
Vassilkiv va ser fundada l'any 988 dC i fortificada al segle XI. Segons la Crònica Primària, hi vivien les nombroses esposes de Vladímir el Gran. Després de la cristianització de Kíev, Vladímir hi va construir una fortalesa i la va anomenar Vasilev, en honor al seu sant patró, Sant Basili (Vasili).
A principis del segle XI, va ser el lloc de naixement de Sant Teodosi de Kíev. L'església d'Antoni i Teodosi Petxerski, construïda a l'estil barroc ucraïnès a la dècada de 1750, commemora tant Teodosi com Antoni de Kíiv.
El 1240, la ciutat va ser destruïda per l'invasor Imperi Mongol. Es va recuperar lentament i es va incorporar com a ciutat el 1796.
El 1658, el comandant militar rus Iuri Bariatinski va derrotar l'exèrcit de l'hetman Ivan Vihovski, el germà de Konstantin, prop de Vassilkiv, després que l'hetman ucraïnès canviés de bàndol a favor de la Confederació polonesa-lituània.
La primera casa de quarantena mèdica a Ucraïna es va establir a Vassilkiv el 1740.
Durant els segles XVII i principis del XVIII, Vassilkiv va romandre un lloc obscur, gairebé oblidat malgrat la gloriosa història i la connexió amb molts esdeveniments històrics anteriors, va tornar al mapa per una història anecdòtica relacionada amb Caterina II de Rússia. Segons la llegenda, en passar-hi durant la nit, el carruatge va perdre una roda. Caterina II es va despertar de sobte i va preguntar el nom de la ciutat. Quan es va tornar a adormir, els seus criats van reparar la roda i el carruatge es va tornar a moure. Es va despertar de nou i en saber que encara és a Vassilkiv, va comentar: "Una ciutat gran, de fet".
Les tropes russes a la ciutat van participar en la fallida revolta decembrista contra l'Imperi Rus el 1825.
Fins al 18 de juliol de 2020, Vassilkiv es va incorporar com a ciutat d'importància óblast i va servir com a centre administratiu del raion de Vassilkiv tot i que no pertanyia al raion. El juliol del 2020, com a part de la reforma administrativa d'Ucraïna, que va reduir el nombre de raions de l'óblast de Kíiv a set, la ciutat de Vassilkiv es va fusionar amb el raion d'Obukhiv.
A primera hora del matí del 26 de febrer del 2022, les forces d'invasió russes van aterrar prop de la ciutat en un intent d'assegurar la base aèria de Vassilkiv, donant lloc a la batalla de Vassilkiv. Segons l'alcaldessa de la ciutat, els combats s'havien apagat més tard aquell dia, amb Ucraïna encara en possessió de la ciutat.
Al matí del 27 de febrer del 2022, les forces russes van colpejar un dipòsit de petroli a la ciutat, provocant grans explosions i incendis.

## Galeria

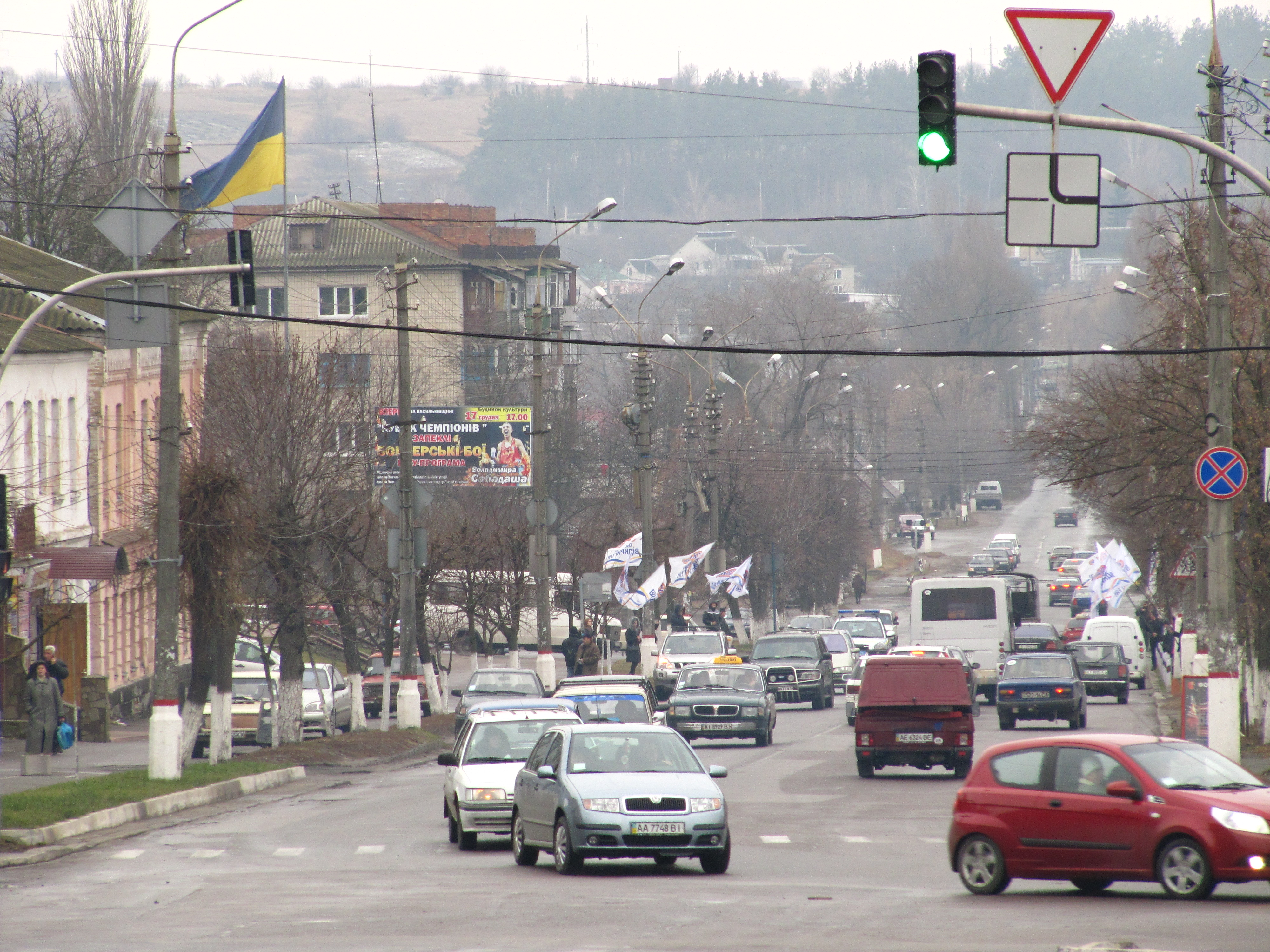
Un carrer del centre de Vassilkiv.
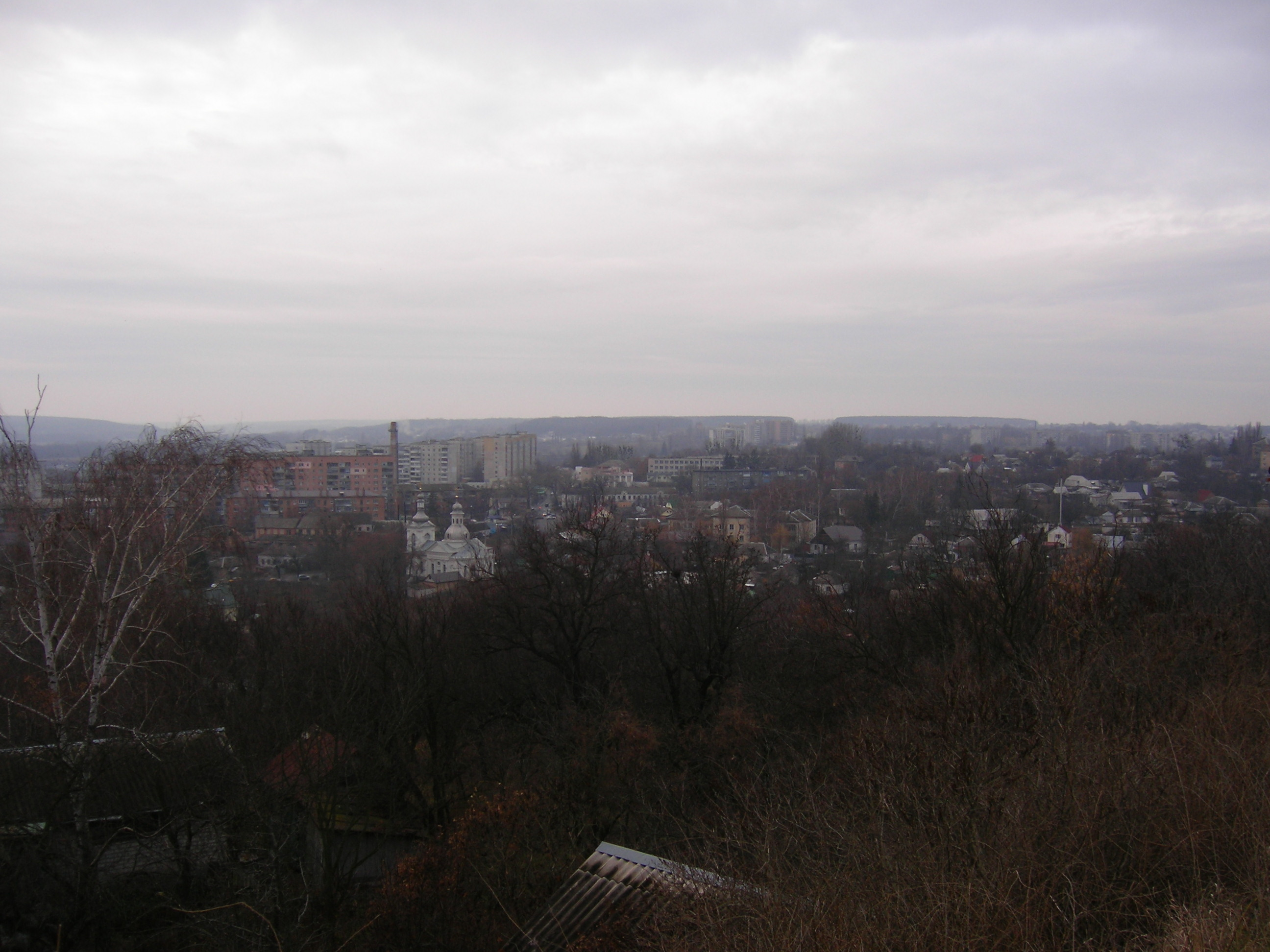
Panorama de la ciutat.
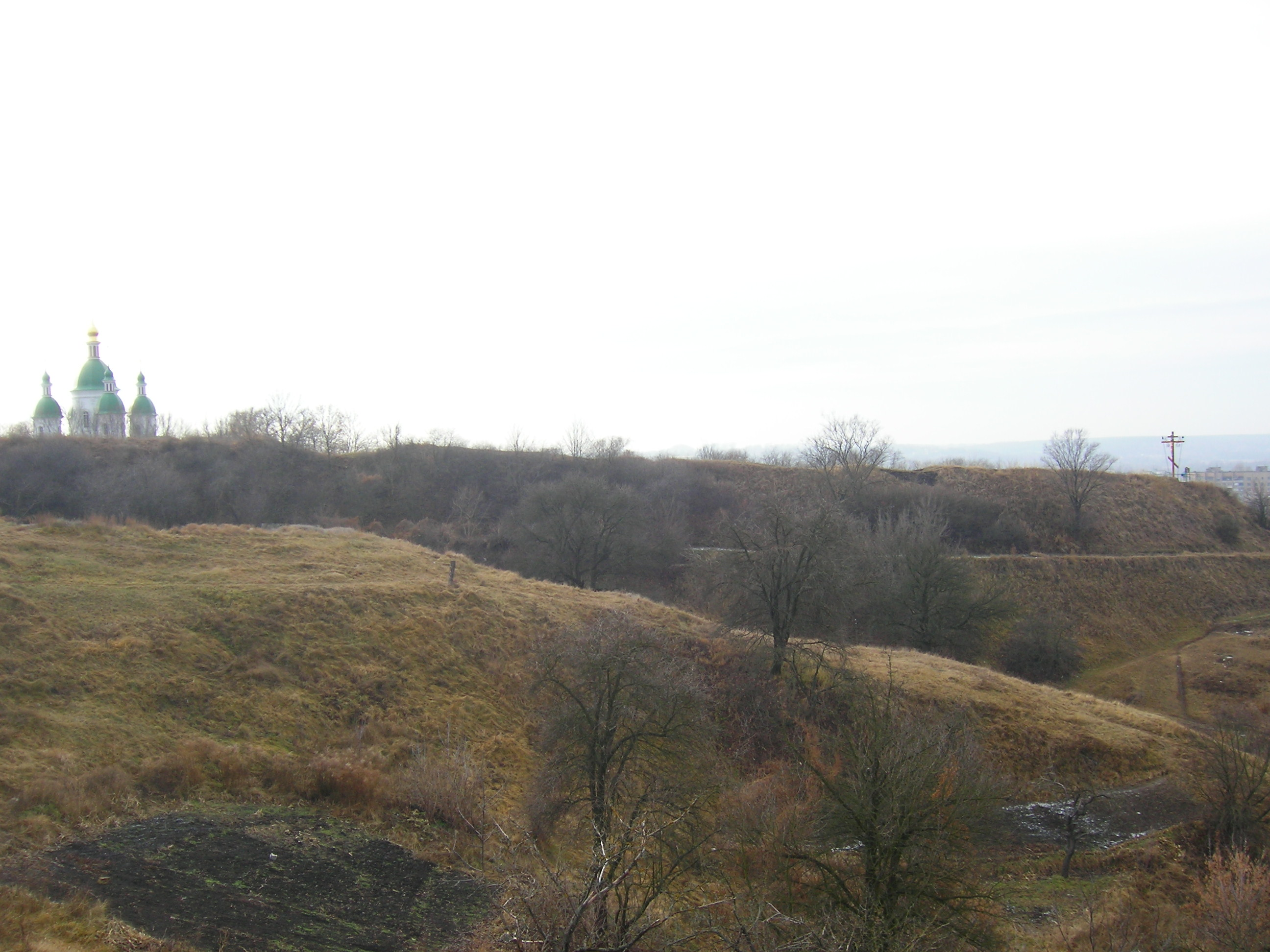
Restes de les muralles defensives medievals de la ciutat.
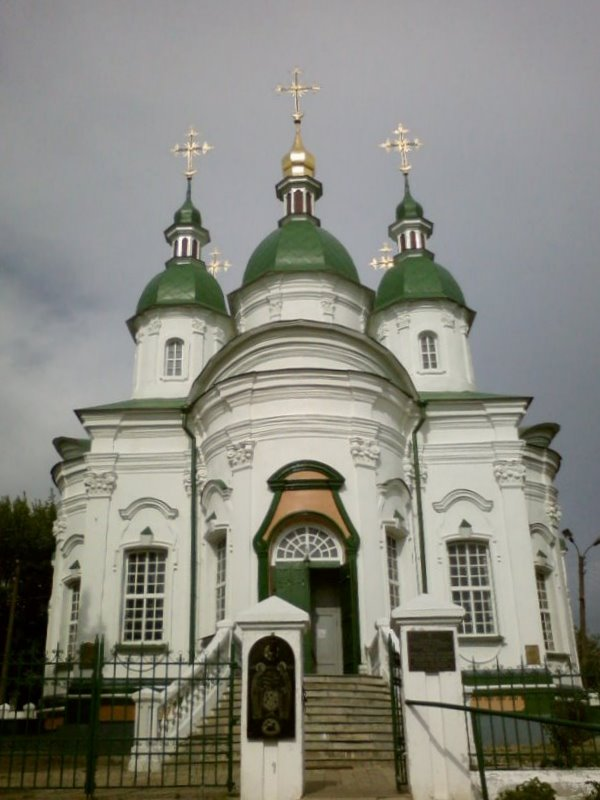
Sts. Catedral d'Antoni i Teodosi a Vassilkiv (arquitectura del segle XVIII).
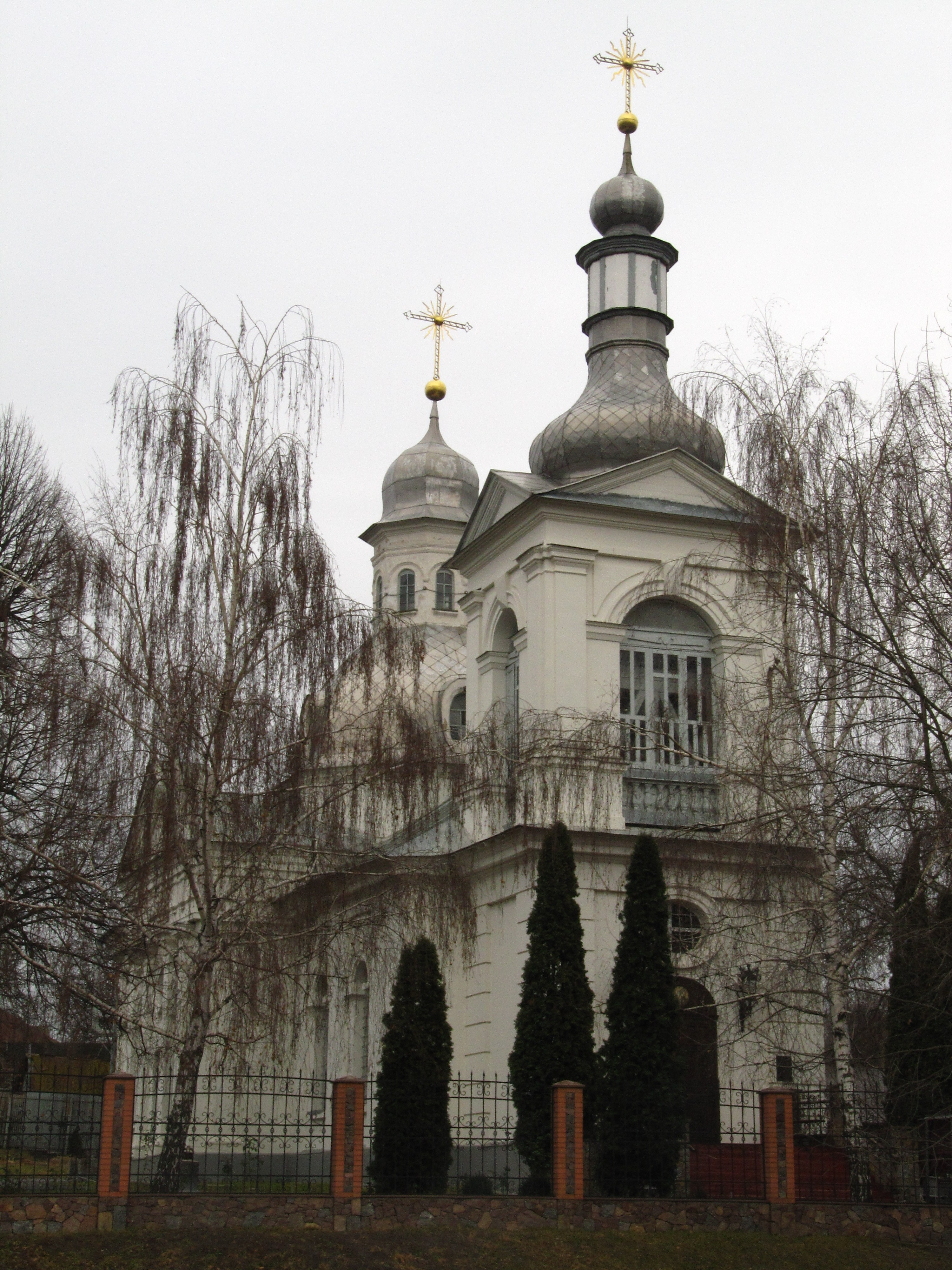
Església de Sant Nicolau a Vassilkiv (arquitectura del segle XVIII).
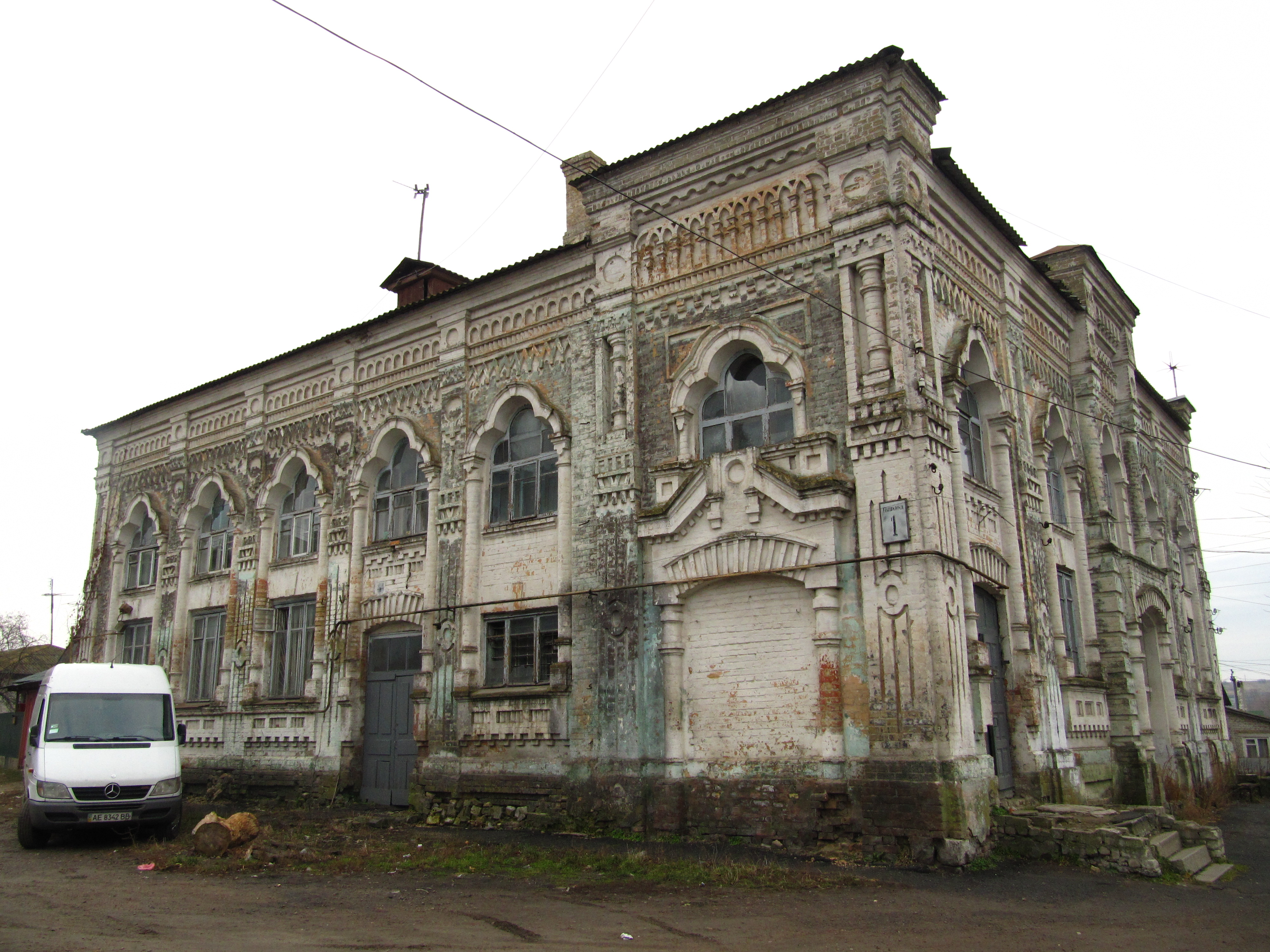
Antiga sinagoga, posteriorment terminal de l'estació de tren "Vassilkiv-2" (arquitectura del segle XIX).
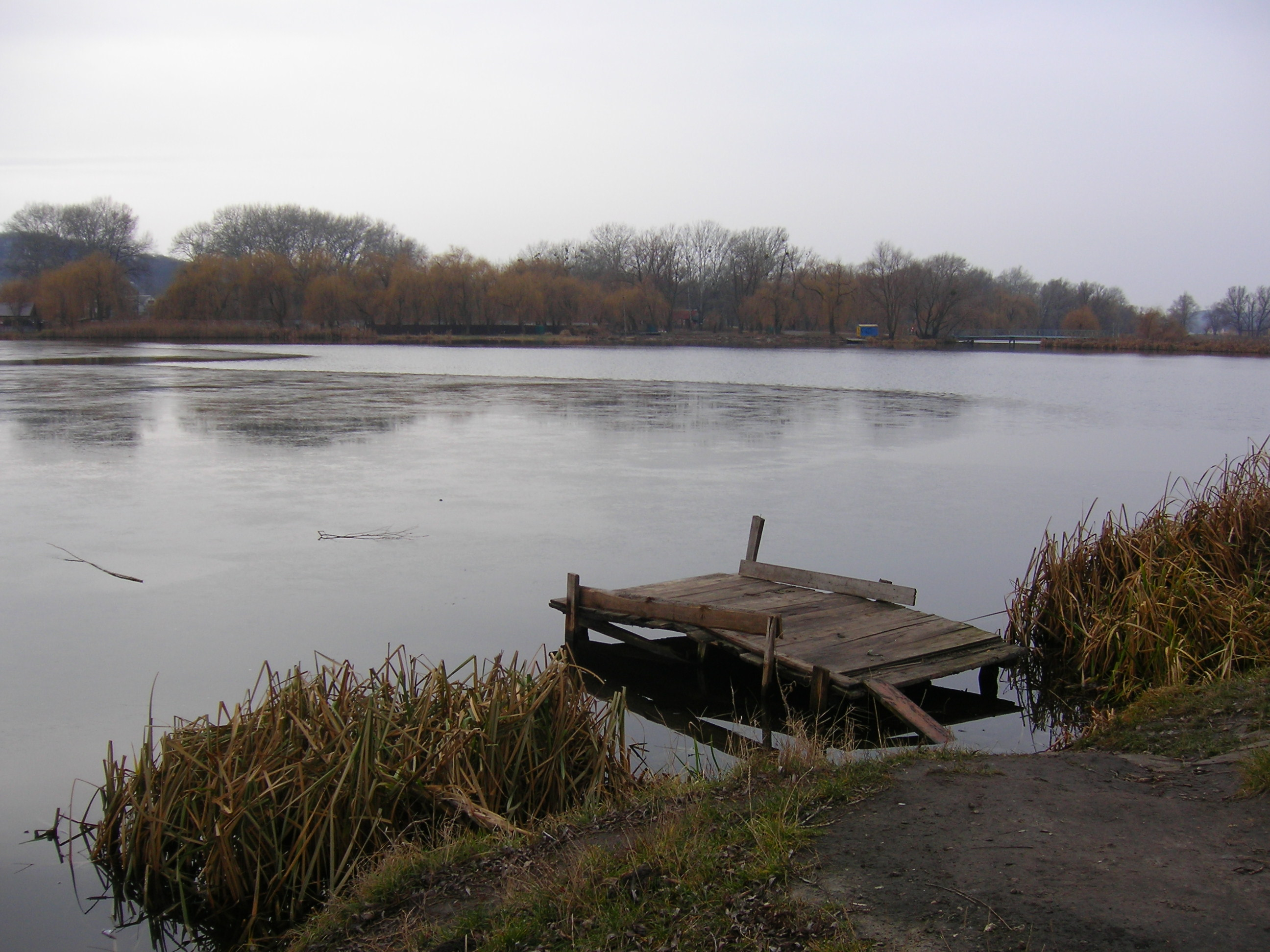
Riu Stugna a Vassilkiv.
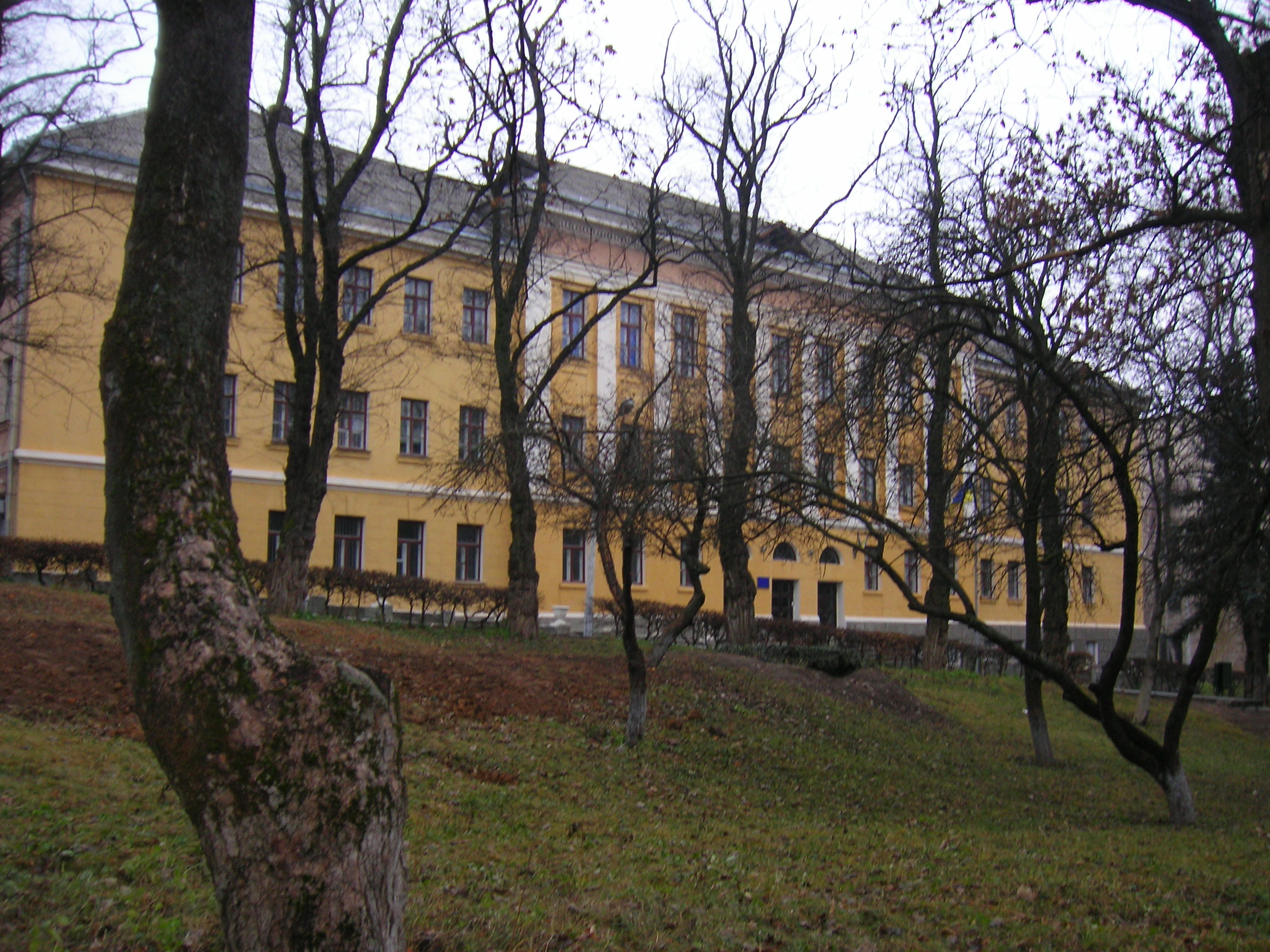
Edifici de l'Escola de les Forces Aerees a Vassilkiv.
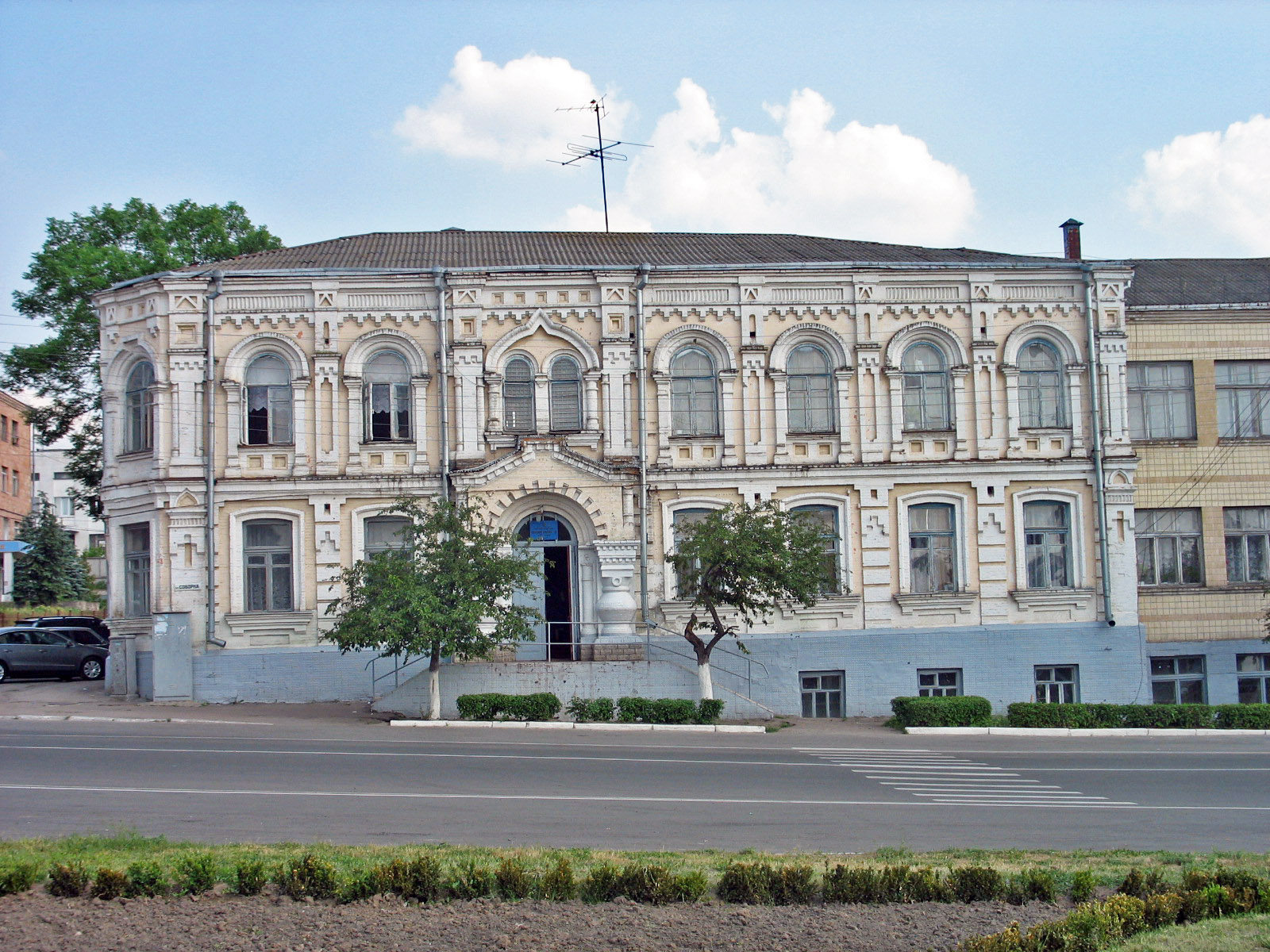
Una de les escoles de Vassilkiv.
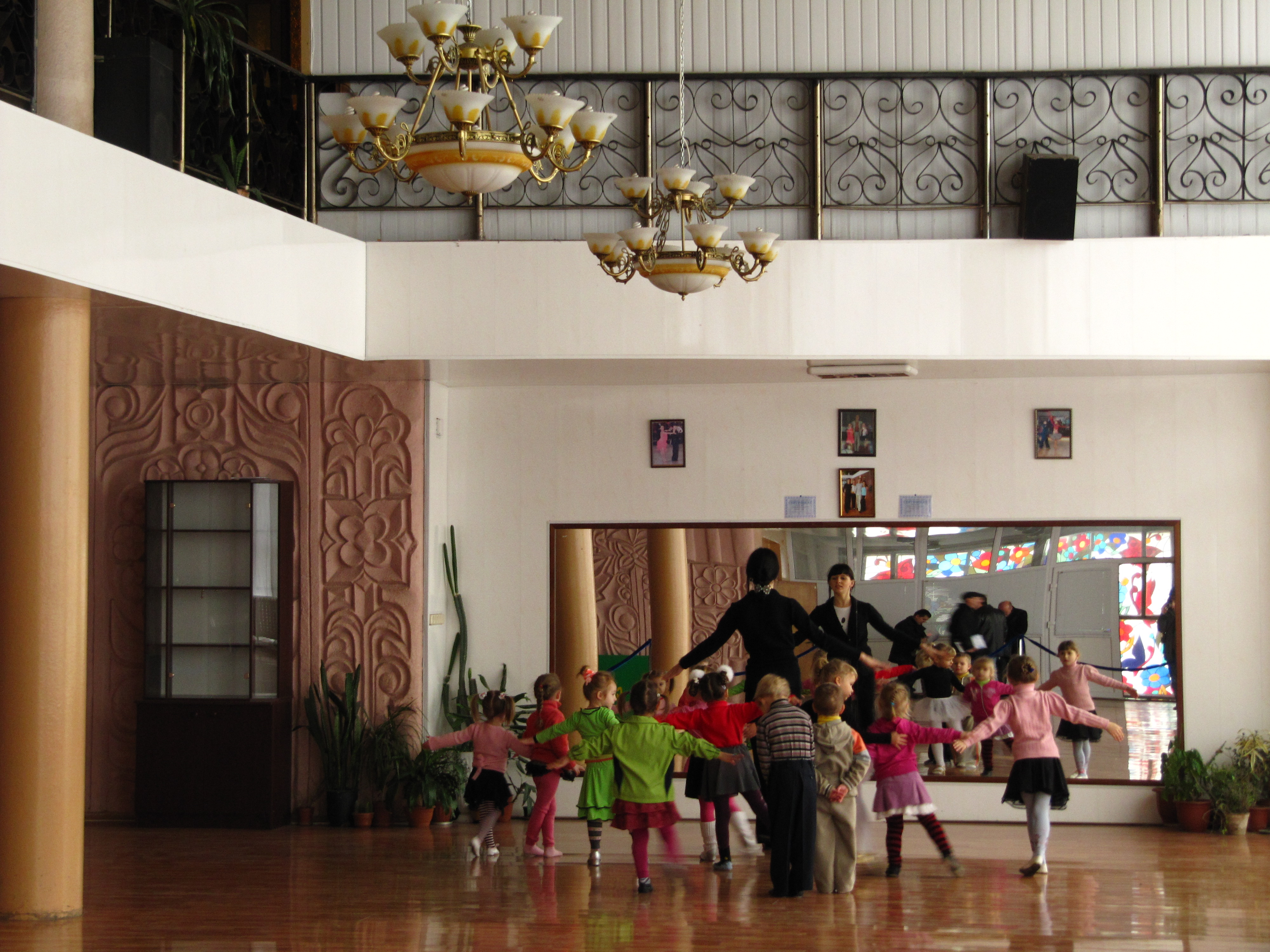
Lliçó d'estudi de dansa infantil a la Casa de Cultura de Vassilkiv.

## Gent de Vassilkiv
- Jerry Heil (nascut el 1995) - cantant, compositor i youtuber
- Mykola Melnychenko (nascut el 1966) - serveis de seguretat i personalitat política